# Nando Angelini
Ferdinando Angelini detto Nando (Porto d'Ascoli, 17 agosto 1933 – San Benedetto del Tronto, 3 agosto 2025) è stato un attore e autore televisivo italiano.

## Biografia
Si iscrisse al Centro Sperimentale di Cinematografia, dove si diplomò nel 1955. Molto attivo come attore caratterista, fu talvolta accreditato come Nick Angel e Fernand Angels. Oltre a recitare, lavorò per la RAI come documentarista e autore di programmi educativi.

## Filmografia

### Cinema
- Amarti è il mio destino, regia di Ferdinando Baldi (1957)
- Il bacio del sole (Don Vesuvio), regia di Siro Marcellini (1958)
- Il segreto delle rose, regia di Albino Principe (1958)
- Il moralista, regia di Giorgio Bianchi (1959)
- Il generale Della Rovere, regia di Roberto Rossellini (1959)
- Due selvaggi a corte, regia di Ferdinando Baldi (1959)
- Guardatele ma non toccatele, regia di Mario Mattoli (1959)
- Tipi da spiaggia, regia di Mario Mattoli (1959)
- Messalina Venere imperatrice, regia di Vittorio Cottafavi (1960)
- Signori si nasce, regia di Mario Mattoli (1960)
- Totò, Fabrizi e i giovani d'oggi, regia di Mario Mattoli (1960)
- Meravigliosa, regia di Carlos Arévalo e Siro Marcellini (1960)
- Adua e le compagne, regia di Antonio Pietrangeli (1960)
- I pirati della costa, regia di Domenico Paolella (1960)
- I giganti della Tessaglia (Gli Argonauti), regia di Riccardo Freda (1960)
- La donna dei faraoni, regia di Viktor Tourjansky (1960)
- Chi si ferma è perduto, regia di Sergio Corbucci (1960)
- Il peccato degli anni verdi, regia di Leopoldo Trieste (1960)
- Un dollaro di fifa, regia di Giorgio Simonelli (1960)
- L'ultimo dei Vikinghi, regia di Giacomo Gentilomo (1961)
- Il terrore dei mari, regia di Domenico Paolella (1961)
- Gli scontenti, regia di Giuseppe Lipartiti (1961)
- La viaccia, regia di Mauro Bolognini (1961)
- Il federale, regia di Luciano Salce (1961)
- Orazi e Curiazi, regia di Ferdinando Baldi e Terence Young (1961)
- Il giudizio universale, regia di Vittorio De Sica (1961)
- Romolo e Remo, regia di Sergio Corbucci (1961)
- Caccia all'uomo, regia di Riccardo Freda (1961)
- Barabba, regia di Richard Fleischer (1961)
- Maurizio, Peppino e le indossatrici, regia di Filippo Walter Ratti (1961)
- Sua Eccellenza si fermò a mangiare, regia di Mario Mattoli (1961)
- I magnifici tre, regia di Giorgio Simonelli (1961)
- Ulisse contro Ercole, regia di Mario Caiano (1962)
- IV Atto: La riffa, episodio di Boccaccio '70, regia di Vittorio De Sica (1962)
- Giulio Cesare contro i pirati, regia di Sergio Grieco (1962)
- Maciste contro i mostri, regia di Guido Malatesta (1962)
- Lasciapassare per il morto, regia di Mario Gariazzo (1962)
- Il figlio dello sceicco, regia di Mario Costa (1962)
- Col ferro e col fuoco, regia di Fernando Cerchio (1962)
- Il capitano di ferro, regia di Sergio Grieco (1962)
- Il sorpasso, regia di Dino Risi (1962)
- La marcia su Roma, regia di Dino Risi (1962)
- Una regina per Cesare, regia di Piero Pierotti e Viktor Tourjansky (1962)
- Gli eroi del doppio gioco, regia di Camillo Mastrocinque (1962)
- Mondo matto al neon, regia di Carlo Veo (1963)
- La parmigiana, regia di Antonio Pietrangeli (1963)
- I soliti rapinatori a Milano, regia di Giulio Petroni (1963)
- Totò sexy, regia di Mario Amendola (1963)
- Golia e il cavaliere mascherato, regia di Piero Pierotti (1963)
- I fuorilegge del matrimonio, regia di Valentino Orsini, Paolo e Vittorio Taviani (1963)
- Chi lavora è perduto (In capo al mondo), regia di Tinto Brass (1963)
- Ercole sfida Sansone, regia di Pietro Francisci (1963)
- Il maestro di Vigevano, regia di Elio Petri (1963)
- Scanzonatissimo, regia di Dino Verde (1963)
- Frenesia dell'estate, regia di Luigi Zampa (1964)
- Via Veneto, regia di Giuseppe Lipartiti (1964)
- I patriarchi, regia di Marcello Baldi (1964)
- I promessi sposi, regia di Mario Maffei (1964)
- Il colosso di Roma, regia di Giorgio Ferroni (1964)
- 00-2 agenti segretissimi, regia di Lucio Fulci (1964)
- I pirati della Malesia, regia di Umberto Lenzi (1964)
- Tarzak contro gli uomini leopardo, regia di Carlo Veo (1964)
- La rivolta dei sette, regia di Alberto De Martino (1964)
- Appuntamento a Dallas, regia di Piero Regnoli (1964)
- Latin Lover, episodio di I tre volti, regia di Franco Indovina (1965)
- La bugiarda, regia di Luigi Comencini (1965)
- Il gaucho, regia di Dino Risi (1964)
- Il vendicatore dei Mayas, regia di Guido Malatesta (1965)
- Amore e morte, episodio di Gli amanti latini, regia di Mario Costa (1965)
- La settima tomba, regia di Garibaldi Serra Caracciolo (1965)
- A 008, operazione Sterminio, regia di Umberto Lenzi (1965)
- A 001, operazione Giamaica, regia di Ernst R. von Theumer e Mel Welles (1965)
- Colorado Charlie, regia di Roberto Mauri (1965)
- Il boia scarlatto, regia di Massimo Pupillo (1965)
- Agente X 1-7 operazione Oceano, regia di Tanio Boccia (1965)
- Superseven chiama Cairo, regia di Umberto Lenzi (1965)
- Menage all'italiana, regia di Franco Indovina (1965)
- Il mistero dell'isola maledetta, regia di Piero Pierotti (1965)
- Per un dollaro di gloria, regia di Fernando Cerchio (1966)
- I diafanoidi vengono da Marte, regia di Antonio Margheriti (1966)
- Agente Logan - Missione Ypotron, regia di Giorgio Stegani (1966)
- 2+5 missione Hydra, regia di Pietro Francisci (1966)
- A. D. 3 operazione squalo bianco, regia di Filippo Walter Ratti (1966)
- Uno sceriffo tutto d'oro, regia di Osvaldo Civirani (1966)
- OK Connery, regia di Alberto De Martino (1967)
- I sovversivi, regia di Paolo e Vittorio Taviani (1967)
- Per mille dollari al giorno, regia di Silvio Amadio (1968)
- Nude... si muore, regia di Antonio Margheriti (1968)

### Televisione
- Questa sera parla Mark Twain, regia di Daniele D'Anza - sceneggiato, 1 episodio (1965)